# CC&C
CC&C - Clarke Costelle et Cie es una empresa de producción audiovisual francesa fundada por Isabelle Clarke, Daniel Costelle y Louis Vaudeville en 2001. Se especializa en producción de documentales y producción de programas de televisión. Es propiedad al 80% del grupo Mediawan y tiene su sede en París.

## Filmografía

### Documentales de historia
- Objectif Bakou, comment Hitler a perdu la guerre du pétrole
- Apocalypse 10 destins. Fue objeto de una exposición en el centro cultural canadiense.[2]
- Sacrifice
- Apocalypse : la Première Guerre mondiale
- Tokyo Phoenix : 100 Years of Destruction and Rebirth in Color  (coloreado)
- Les 100 jours de Normandie (proyecto de Cinéma circulaire d'Arromanches 360°)
- Apocalypse, Hitler
- Chirurgien dans la Guerre d'Algérie
- Amour et Sexe sous l'Occupation
- L'Occupation intime
- La Blessure, la tragédie des Harkis
- De Gaulle et les siens
- Juin 1940 : le Grand Chaos
- Apocalypse, la Seconde Guerre mondiale
- Lindbergh L'Aigle Solitaire
- Éva Braun ou la banalité du mal
- Éva Braun dans l'intimité d'Hitler
- La traque des Nazis
- Sur la piste d'Alto
- 8 mai 1945, La Capitulation
- Pierre Teilhard de Chardin
- Les Ailes des Héros. El estreno tuvo lugar en France 3, el 8 de diciembre de 2003.[3]
- Objectif Bakou. El estreno tuvo lugar en National Geographic Channel a nivel mundial el 8 de mayo de 2015.[4]
- Dassault, 100 ans d'aviation française (2016).

### Documentales de sociedad
- Cinq fauteuils pour l'Égypte
- Kifouine, un tour du monde en solidaire
- D'une rive à l'autre
- Axel Ganz, Le Tigre de la Presse Magazine
- Ad Vitam, la grande aventure des missions étrangères de Paris en Asie
- La Nuit Parisienne